# Cmentarz wojenny w Dobryniu Dużym
Cmentarz wojenny w Dobryniu Dużym – cmentarz wojenny z I wojny światowej położony w centrum Dobrynia Dużego, w sąsiedztwie kościoła Chrystusa Króla.
Na cmentarzu znajduje się jeden zbiorowy grób żołnierzy niemieckich, na którym zbudowano kamienny pomnik z niemieckojęzycznym napisem "Gottes Gabe ist ewiges Leben" (Darem bożym jest życie wieczne).